# Derrocamiento del yugo mongol-tártaro
El derrocamiento del yugo mongol-tártaro fue el proceso de liberación, en los siglos XIV-XV, dirigido por el Principado de Moscú, de las tierras del noreste de Rusia del jugo de la Horda de Oro, que tuvo lugar en el contexto de la fragmentación de la Horda en varios kanatos (Gran Horda, Kanato de Crimea, Kanato de Kazán, Kanato de Astracán, Kanato de Siberia, Kanato Kazajo y Horda de Nogái).

## Historia
Una parte importante del territorio de los principados rusos, que, a mediados del siglo XIII, cayeron bajo el yugo del Imperio mongol y de la Horda de Oro, fue anexada, entre 1320 y 1404, por el Gran Ducado de Lituania y por el Reino de Polonia (1025-1385), poniendo así fin al jugo de la Horda de Oro sobre estas tierras rusas.
A partir de 1327, los Príncipes de Moscú mantuvieron, casi continuamente, la etiqueta del Gran Ducado de Vladimir y, desde 1383, la del Gran Ducado de Moscú, y reconocieron la supremacía de los kanes de la Horda de Oro, con excepción de los protegidos de Mamái y del temnik Edigéi.
En 1374, Dmitri Donskói dejó de pagar tributo y pudo infligir varias derrotas a Mamái (Batalla en el Río Vozha (11 de agosto de 1378), Batalla de Kulikovo (8 de septiembre de 1380)), el jefe militar de la Horda Azul. Sin embargo, la invasión de Toqtamish (1382) obligó a Dmitri a seguir pagando tributo, mientras tanto, la naturaleza del yugo sufrió cambios significativos en dirección a una mayor independencia de los Grandes Duques de Moscú:
- la sucesión al trono del gran príncipe no era objeto de confirmación por el Kan;
- los príncipes de Moscú empezaron a seguir una política exterior más independiente respecto de sus vecinos;
- los pagos de tributos a los kanes de la Horda se volvieron irregulares.

Desde 1395, cesó el pago de tributos. A pesar de la devastación de las regiones centrales del Gran Ducado durante la "Invasión de Edigéi" (1408), Edigéi tuvo que contentarse con un rescate de 3 mil rublos, en lugar de una deuda fiscal por valor de 91 mil rublos. Basilio I de Moscú, el hijo deDmitri Donskói, aceptó reanudar el pago del tributo solo después del regreso, en 1412, del "legítimo" Khan: Yalal ad-Din (hijo de Toqtamish), al trono de la Horda.
El fortalecimiento del Gran Ducado de Moscú contribuyó al proceso de restauración de la unidad de Rusia, que fue la base para los pasos posteriores para superar el yugo de la Horda de Oro.

### Enfrentamientos entre 1449 y 1471
A finales de la década de 1440, Seid-Ahmed, el Kan de la Gran Horda, inició operaciones militares contra el Gran Ducado de Moscú.
En 1449, los “rápidos tártaros Sedyadakhmatovs” atacaron las tierras del sur de Moscú, pero fueron derrotados, en el Río Pajrá, por los tártaros de servicio, bajo el mando del Kanato Kasimov, que venía de Zvenígorod.
En 1450, las tropas tártaras dirigidas por Malymberdey intentaron atacar las tierras del sur de Rusia, pero fueron enfrentadas y derrotadas por regimientos rusos en la Batalla del Río Bitiug.
En junio de 1451, Mazovsha, el hijo de Sayyid Ahmad I, cruzó el Río Oka, con su caballería, abrió paso hasta Moscú. Entonces, Basilio II de Moscú y su familia huyeron de la capital más allá del Río Volga. La Horda prendió fuego a los asentamientos, pero fue repelida desde el Kremlin y se retiró por la noche.
En 1455, los tártaros de Seid Akhmet cruzaron el Río Oka por debajo de Kolomna, pero fueron derrotados.
En 1459, los tártaros de la Horda de Seid-Akhmet (su líder se encontraba en ese momento en Lituania en cautiverio honorable) hicieron su última incursión en las posesiones de Moscú. La Horda se acercó al Río, pero el ejército ruso, bajo el liderazgo del gran duque Iván III de Rusia, el hijo mayor y cogobernante de Basilio II de Moscú, no les permitió cruzar.
En 1468, Ahmed Kan llegó al poder en la Horda, y ese mismo año la Horda atacó el Principado de Riazán y Gálich.
En 1471 los ushkuiniks de Nóvgorod hicieron una audaz incursión por el Río Volga y saquearon Sarai.

### Batalla de Aleksin (1472)
En 1471, Akhmat entró en una alianza con Casimiro IV Jagellón (gran duque de Lituania y Rey de Polonia contra el Principado de Moscú, enviando una embajada a Cracovia, con, presumiblemente, una etiqueta para Veliki Nóvgorod, pero casi simultáneamente con esto, los novgorodianos fueron derrotados por el ejército de Moscú en la Batalla de Shelón (14 de julio de 1471), después de una solicitud de un nuevo arzobispo del Metropolitano de Kiev, que se había apartado de la unión con la Iglesia Católica y había regresado a la subordinación del Patriarca Ecuménico de Constantinopla.
Akhmat trasladó sus fuerzas principales hacia Moscú y Iván III de Rusia envió contra él a los habitantes de Kolomna, comandados por Fyodor Davydovich Khromoy. Luego a este destacamento se unieron los destacamentos de Danilo Dmitrievich Kholmsky y de Iván Vasilievich Striga Obolensky, el gobernador de Pskov.
En julio de 1472, los hermanos de Iván III estacionaron un destacamento en las orillas del Río Oká. El 29 de julio, el destacamento de Akhmat atacó la ciudad mal defendida de Alexin y poco tiempo después la incendió. El destacamento de Iván III comenzó a moverse hacia Kolomna, y su hijo Iván el Joven se trasladó con destacamentos hacia Rostov Veliki. Mientras tanto, Akhmat intentó cruzar el Río Oka, sin embargo, los pequeños destacamentos de Pyotr Fyodorovich Chelyadnin y Semión Vasílievich Beklemishev le opusieron resistencia.
Parecía que la batalla estaría perdida para los rusos, pero los destacamentos de Vasili Mijáilovich Vereisky y Yuri Vasilyevich (Príncipe de Dmítrov) llegaron a tiempo y ayudaron a mantener posiciones en el Río Oka. El Príncipe Iván III estaba cerca de Rostislav Riazánski, con su destacamento; Daniyar, el Kan de Qasim, estaba en Kolomna; y el príncipe Andréi Bolshoi estaba en Serpujov. Al mismo tiempo, Akhmat recibió la noticia de un ataque a su propia yurta por parte de Muhammad Shaybani y se retiró apresuradamente.
A partir de la victoria en Aleksin, Moscú dejó de pagar tributo a la Horda, estableció contactos diplomáticos independientes con el Kanato de Crimea y dejó de realizar el ritual de reunirse con los embajadores de la Horda en Moscú. Según el historiador Anton Gorsky, la campaña de Ahmat, "injusta" a los ojos de los moscovitas, se superpuso a la idea latente de la transferencia de la dignidad real al Gran Príncipe de Moscú desde el caído Imperio Bizantino, lo que era incompatible con el reconocimiento de la autoridad del Zar de la Horda.

### Batalla del Río Ugra
Artículo principal: Batalla del Río Ugra
En 1476, Iván III de Rusia se negó a unirse a la Horda. En 1476 Ahmat logró capturar Crimea, pero, ya en 1478, Meñli I Giray, reasumió el poder en el Kanato de Crimea.
Iván III tuvo desacuerdos con sus hermanos Boris y Andrei Bolshoi sobre la división de las tierras del difunto Yuri Vasilyevich. En 1479, casi estalló un conflicto abierto cuando los sirvientes de Iván III capturaron a un boyardo que había abandonado el servicio en Moscú justo en el patio de Boris. Boris y Andrei con sus tropas se retiraron a la frontera occidental e intentaron establecer contactos con Novgorod y el Gran Ducado de Lituania.
Iván III volvió a concertar una alianza con Meñli I Giray, el Kan de Crimea y enemigo de la Gran Horda, que prometió atacar al Gran Ducado de Lituania, si Moscú se alzaba contra Akhmat.
En mayo de 1480, comenzó la campaña de Ahmat y las tropas rusas comenzaron a tomar posiciones en el Río Oka. En junio, la Horda devastó las tierras entre Kaluga y Sérpujov. Iván el Joven avanzó para enfrentarse a la Horda y las fuerzas principales de la Horda avanzaron por el Río Don. En el Río Oka se produjeron pequeños enfrentamientos entre destacamentos de guardia. Iván III partió de Moscú al frente de un gran destacamento hacia Kolomna, mientras tanto, Pskov fue sitiada por caballeros alemanes. El cronista de Livonia informó que Bernhard von der Borch, el Maestro de la Orden Teutónica en Livonia:
reunió tal fuerza de gente contra los rusos como ningún otro amo había reunido antes o después de él... Este amo fue arrastrado a la guerra contra los rusos, tomó las armas contra ellos y reunió un ejército de 100 mil personas entre guerreros y campesinos extranjeros y nativos. Con este pueblo atacó Rusia y quemó las afueras de Pskov, sin hacer nada más.
Mientras esperaba al ejército de Casimiro IV Jagellón, Ahmat avanzó a través de Mtsensk y Odoev hasta la desembocadura del Río Ugra y se asentó en su orilla derecha, sur, es decir, en territorio lituano. Pronto los destacamentos de Iván el Joven y Andrei Menshoy (hermano de Iván III) se acercaron a la orilla opuesta del Río Ugra. Pronto, las fuerzas principales de Iván III de Rusia y Akhmat se acercaron simultáneamente al Río Ugra.
Ambos lados intentaron cruzar el río varias veces. Una de ellas fue llevada a cabo por la Horda en Opakovo, 60 kilómetros sobre la desembocadura del Río Ugra. Pronto, las tropas de los príncipes Andrey Vasilyevich Bolshoi y Boris Vasilyevich (Príncipe de Volotsk) llegaron a Kremenskoe, donde se encontraba el campamento de Iván III, e Iván III prefirió hacerles concesiones en esta situación.
Los lituanos no pudieron acudir en ayuda de Ahmat debido al ataque del Kan de Crimea a Podolia. Pronto la Horda comenzó a experimentar escasez de alimentos. Khan Ahmat recibió información sobre la rebelión en la Gran Horda y sobre el avance de otro ejército ruso por el Río Volga en dirección a Sarai. Pronto Iván condujo sus tropas a Bórovsk, como si invitara a Akhmat a cruzar el Río Ugra ya helado para una batalla decisiva, pero también para excluir la posibilidad de un inicio espontáneo de la batalla. El 11 de noviembre, Akhmat decidió retirarse.
Durante la retirada, Ahmat saqueó doce volosts a lo largo de la orilla derecha del alto Oka, incluido Kozelsk, propiedad de Casimiro IV. Al enterarse de su persecución por parte de las tropas de los hermanos de Iván III, regresó a las estepas. Poco después, el 6 de enero de 1481, Akhmat fue asesinado por Ibak, el Kan de Siberia.

## Eventos posteriores
En 1480-1481, Casimiro IV Jagellón logró reprimir la rebelión de sus parientes y destruir así el plan de Iván III de Rusia de extender la influencia del Principado de Moscú a las tierras de Kiev. Sin embargo, casi inmediatamente después de esto, en 1482, Meñli I Giray, el Kan de Crimea, destruyó Kiev y, como señal de la victoria general, envió a Iván III un cáliz y una patena desde la Catedral de Santa Sofía.
Desde 1492, Meñli I Giray inició campañas anuales contra las tierras pertenecientes al Gran Ducado de Lituania y Polonia.
En 1491, Iván III ordenó a sus hermanos que enviaran a sus comandantes a ayudar a Meñli I Giray. Andrei Bolshoi desobedeció la orden, fue capturado y encarcelado ( 19 de septiembre de 1492 ), donde murió en 1493. Cuando el Metropolitano se lamentó por Andrei, Iván III respondió así:
Siento mucha pena por mi hermano; pero no puedo liberarlo, porque a menudo ha tramado el mal contra mí. Luego se arrepintió, pero ahora ha comenzado de nuevo a tramar el mal y a atraer a mi pueblo hacia sí. Bueno, eso no sería nada; pero cuando yo muera, él buscará el gran reinado bajo mi nieto, y si no lo obtiene él mismo, confundirá a mis hijos, y comenzarán a luchar entre sí, y los tártaros destruirán la tierra rusa, la quemarán y la capturarán, y volverán a imponer tributos, y el sangre cristiano volverá a fluir, como antes, y todos mis trabajos serán en vano, y seréis esclavos de los tártaros.
En 1501-1502, Iván III de Rusia, ocupado con la guerra ruso-lituana (1500-1503), expresó su disposición a reconocer su “servidumbre” y reanudó el pago de tributo al Jeque Ahmed, el hijo de Akhmat, el último Kan de la Gran Horda, antes de su liquidación.
En 1502, la liquidación de la Gran Horda creó fronteras comunes entre el estado ruso y el Kanato de Crimea, y en el mismo año surgieron desacuerdos entre Iván III y Meñli I Giray: el Kanato de Crimea no aprobó el exilio de Abdul-Latif del kanato de Kazán Abdul-Latif, el Kan de Kazán, que había sido capturado por los rusos.
Después de la muerte de Iván III, en 1505, comenzaron constantes incursiones de los crimeos en las tierras pertenecientes al estado ruso.